# Alan Marshall
Alan Marshall (* 12. August 1938 in London) ist ein britischer Filmproduzent.

## Leben
Marshall war ab den frühen 1950er Jahren im Filmgeschäft tätig. Er war als Schnittassistent an verschiedenen Dokumentarfilmen beteiligt. In den 1970er Jahren gründete er zusammen mit Alan Parker eine Produktionsfirma für Werbefilme. 1976 folgte mit Bugsy Malone ihr erster gemeinsamer Spielfilm. Die beiden blieben für weitere Projekte eng verbunden, zuletzt drehten sie im Jahr 1987 Angel Heart. Ein anderer Regisseur, dessen Filme er mehrfach produzierte, war Paul Verhoeven. Ihre Zusammenarbeit begann 1992 mit Basic Instinct und endete mit Verhoevens vorläufig letzter Hollywood-Produktion Hollow Man – Unsichtbare Gefahr im Jahr 2000. Seither trat Marshall auch nicht mehr als Produzent in Erscheinung.
Die Produktion des Films 12 Uhr nachts – Midnight Express brachte ihm 1979 in eine Oscar-Nominierung in der Kategorie Bester Film ein. Für Showgirls aus dem Jahr 1995 bekam er im Jahr darauf die Goldene Himbeere in der Kategorie Schlechtester Film. Bereits 1994 war er für seine Beteiligung an Cliffhanger – Nur die Starken überleben für diesen Preis nominiert gewesen.

## Filmografie (Auswahl)
- 1976: Bugsy Malone
- 1978: 12 Uhr nachts – Midnight Express (Midnight Express)
- 1980: Fame – Der Weg zum Ruhm (Fame)
- 1982: Du oder beide (Shoot the Moon)
- 1982: Pink Floyd – The Wall
- 1984: Another Country
- 1984: Birdy
- 1987: Angel Heart
- 1988: Homeboy
- 1990: Jacob’s Ladder – In der Gewalt des Jenseits (Jacob’s Ladder)
- 1992: Basic Instinct
- 1993: Cliffhanger – Nur die Starken überleben (Cliffhanger)
- 1995: Showgirls
- 1997: Starship Troopers
- 2000: Hollow Man – Unsichtbare Gefahr (Hollow Man)